# ヴィンチャウ
ヴィンチャウ（ベトナム語：Thị xã Vĩnh Châu / 市社永州?）はソクチャン省にある町である。

## 概要
4つの坊 (phường)と6つの社を有する。
- 第1坊（Phường 1）
- 第2坊（Phường 2）
- カインホア坊（Khánh Hoà / 慶和）
- ヴィンフオック坊（Vĩnh Phước / 永福）
- ホアドン社（Hoà Đông / 和東）
- ラックホア社（Lạc Hoà / 樂和）
- ライホア社（Lai Hoà / 來和）
- ヴィンハイ社（Vĩnh Hải / 永海）
- ヴィンヒエップ社（Vĩnh Hiệp / 永協）
- ヴィンタン社（Vĩnh Tân / 順安）